# Wilczogóra (powiat grójecki)
Wilczogóra – wieś sołecka w Polsce położona w województwie mazowieckim, w powiecie grójeckim, w gminie Belsk Duży. Leży nad Molnicą.
Wieś szlachecka Wilcza Góra położona była w drugiej połowie XVI wieku w powiecie grójeckim ziemi czerskiej województwa mazowieckiego. W latach 1975–1998 miejscowość należała administracyjnie do województwa radomskiego.
Miejscowość sąsiaduje ze wsiami Rosochów, Złota Góra, Odrzywołek i Belsk; położona jest na niewielkich wzniesieniach - stąd nazwa Wilczogóra. 
Znajduje się tutaj dwór z pierwszej połowy XIX wieku.

## Ciekawostki
- W Wilczogórze urodził się Stefan Bibrowski, Lionel.